# Tire-botte

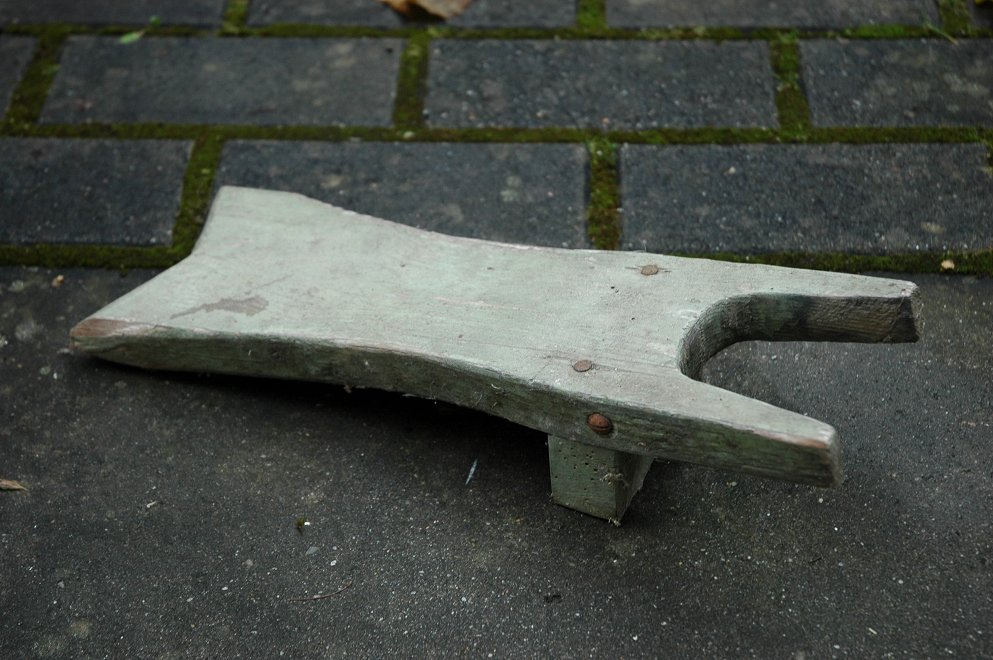
Tire-botte simple en bois.

Un tire-botte est un outil qui aide à enlever ses bottes.

## Utilisation

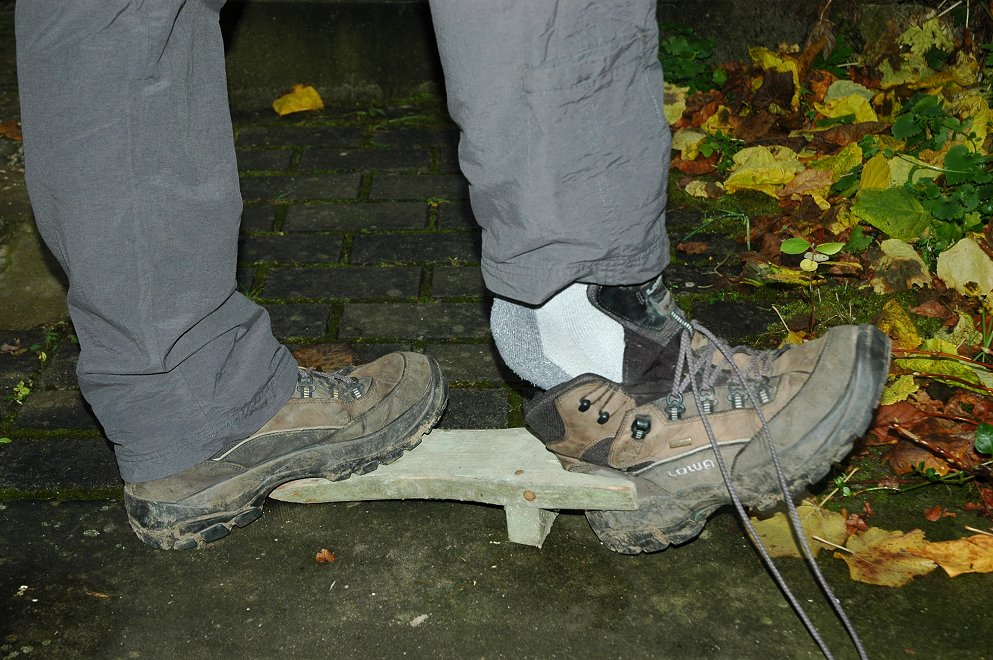
Utilisation d'un tire-botte.

Un tire-botte est constitué d'une bouche en forme de U dans laquelle on engage le talon de la botte et d'une surface plate en arrière sur laquelle on peut appliquer son poids.
L'usage d'un tire-botte a plusieurs avantages sur le fait de retirer ses bottes à la main : il permet de tirer le pied directement vers le haut de la botte et un utilisant tout son poids pour tenir la botte en place ; il permet en outre de ne pas se salir les mains, d'éviter d'avoir à se pencher ou s'asseoir.

## Formes
En plus des modèles utilitaires en bois, il existe des tire-botte en fonte de diverses formes.

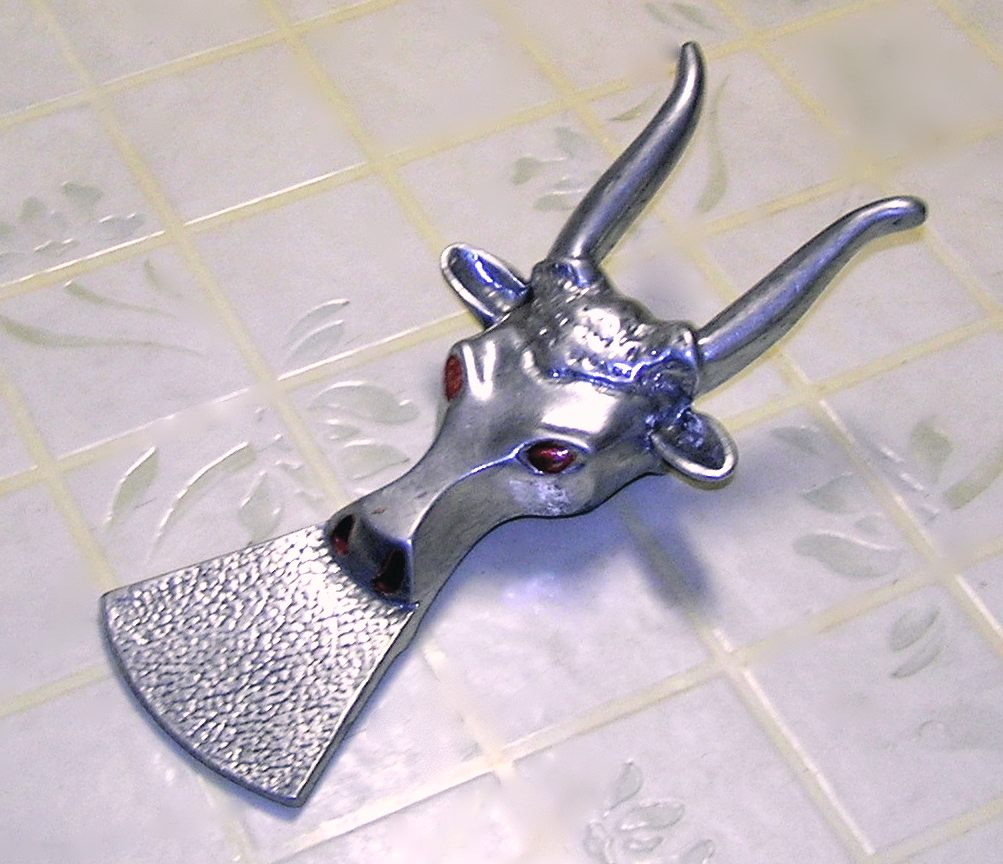
Modèle en métal, en forme de tête de bœuf.
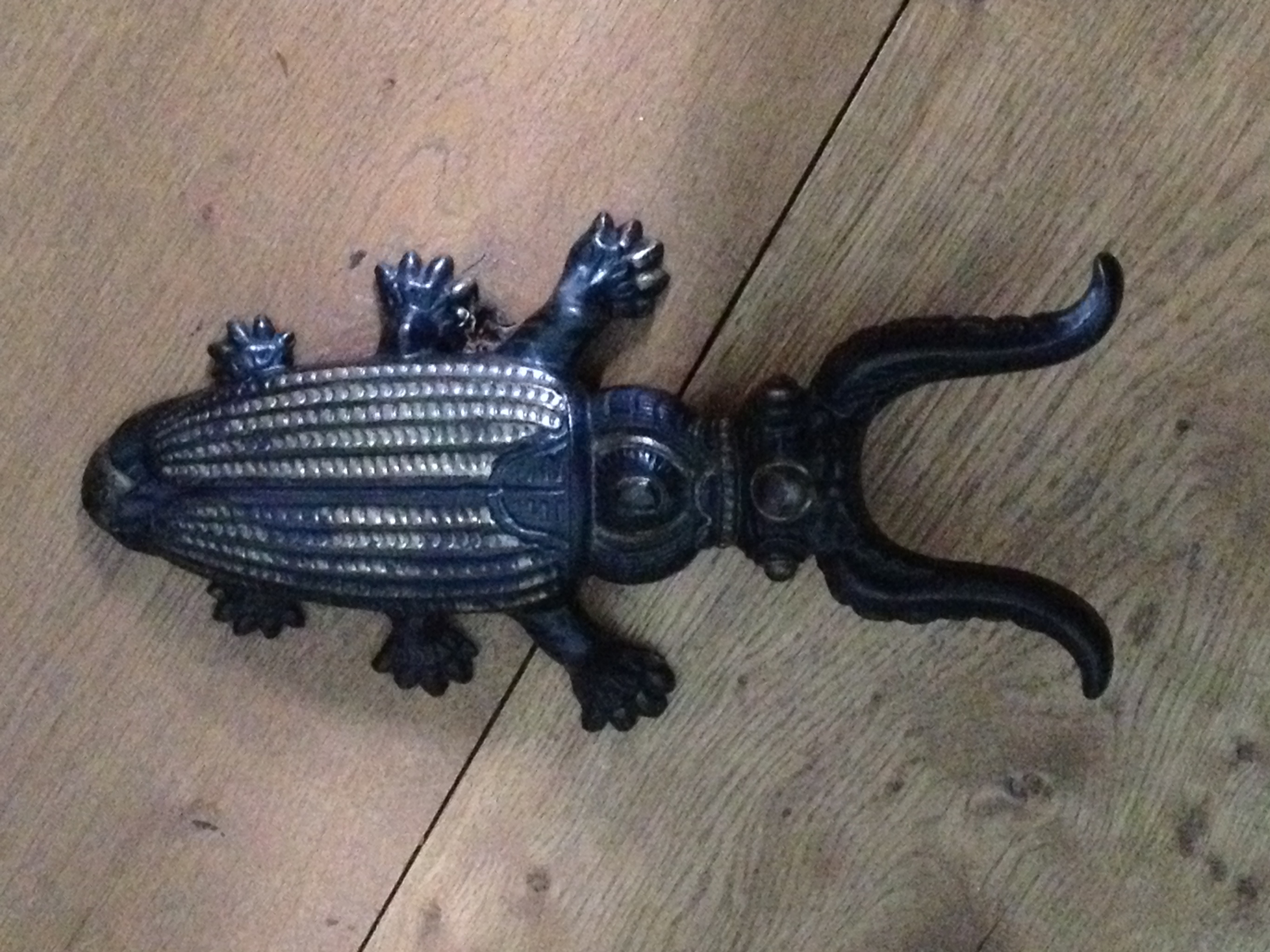
Modèle en fonte, en forme de scarabée.